# Steffen Büttner
Steffen Büttner (* 2. November 1963) ist ein ehemaliger deutscher Fußballspieler.

## Sportliche Laufbahn

### Gemeinschafts-, Club- und Vereinsstationen
Büttner kam 1977 in den Nachwuchs des DDR-Spitzenclubs SG Dynamo Dresden. In der Saison 1983/84 gewann er mit der SGD-Zweitvertretung an der Seite von Andreas Diebitz, Dirk Losert und Matthias Schulz die Dresdner Bezirksmeisterschaft und qualifizierte sich über die Aufstiegsrunde für die zweitklassige Liga.
Im Laufe der Saison 1984/85 rückte er erstmals in den Oberligakader der Dresdner Dynamos. Dort stand der Abwehrspieler, der an den letzten vier Spieltagen von Trainer Klaus Sammer eingesetzt wurde, zunächst im Schatten von erfahrenen Akteuren wie Andreas Trautmann, Hans-Jürgen Dörner, Udo Schmuck und Matthias Döschner. Am Ende seiner ersten Saison stand er aber bereits mit Dynamo im Finale um den FDGB-Pokal gegen den BFC Dynamo, das die Dresdner mit 3:2 für sich entschieden. Büttner wechselte Mitte der 1980er-Jahre stets zwischen der Dresdner Reserveelf und der 1. Mannschaft, wobei der 1,82 Meter große Verteidiger 1986/87 mit 21 Einsätzen zum Stammpersonal im Oberligateam zählte.

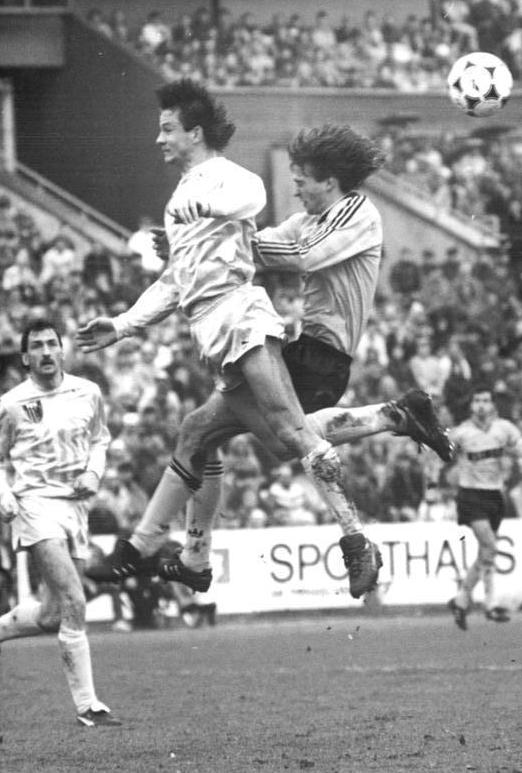
Büttner (rechts) in einem Oberligaspiel im Zweikampf mit dem Chemnitzer Torsten Bittermann

Seine größten Erfolge feierte er 1989, als Dynamo Dresden erstmals nach zehn Jahren wieder die DDR-Meisterschaft erringen konnte und bis in das Halbfinale des UEFA-Pokals vordrang, wo die im Mannschaft knapp dem VfB Stuttgart unterlag. Im Jahr darauf holte Büttner mit Dresden seinen zweiten Pokalsieg und die zweite Meisterschaft. Im Herbst 1989 wurde er im Zuge einer Gastspielgenehmigung beim TSG Meißen in der Liga eingesetzt.
Die Vizemeisterschaft in der Oberliga in der Saison 1990/91 brachte Dynamo Dresden die direkte Qualifikation für die 1. Bundesliga. In seiner ersten Bundesliga-Saison kam Büttner aber nicht mehr über die Rolle eines Ersatzspielers hinaus. Von seinen 16 Einsätzen bestritt er nur sechs über die vollen 90 Minuten. Neben den 121 Punktspielen war Büttner auch in 14 Europapokalpartien und 16 nationalen Pokalmatches für die Schwarzgelben am Ball.
Schließlich wechselte er im Sommer 1992 zum drittklassigen 1. FC Union Berlin, mit dem er zweimal hintereinander Meister der Staffel Mitte in der Oberliga Nordost wurde, aber jeweils wegen der fehlenden wirtschaftlichen Leistungsfähigkeit des Vereins den Aufstieg in die 2. Bundesliga verfehlte. Nachdem Union Berlin sich im Sommer 1994 für die neu geschaffene Regionalliga qualifiziert hatte, kehrte Büttner nach Dresden zurück und schloss sich 1995 dem viertklassigen Dresdner SC an. Nach dessen Aufstieg in die Regionalliga, in der Büttner 1998/99 noch 10 Partien für den DSC bestritt, wechselte er für das Folgespieljahr zum Bezirksligisten FV 06 Dresden-Laubegast, bei dem er seine Karriere ausklingen ließ.

### Auswahleinsätze
Nachdem er bereits 1985 ein Länderspiel mit der U-21-Auswahl der DDR bestritten hatte, debütierte er am 28. März 1990 beim A-Länderspiel gegen die USA im Trikot der DDR-Nationalmannschaft. Bei den beiden folgenden Partien wechselte ihn Nationaltrainer Eduard Geyer jeweils in der zweiten Hälfte ein. Nach einem Monat war seine Länderspielkarriere in dem vor seinem Ende stehenden Teilstaat auch bereits wieder beendet.